# AlexCab
AlexCab (Alexandra's Eccentric Cabaret) var en scenshow skriven, regisserad och ledd av Lars Jacob hösten 1975 på nattklubben Alexandra's. Kabarén turnerade även (utan Platin) till Göteborg.